# OLiS – albumy w streamie
OLiS – albumy w streamie (Oficjalna Lista Sprzedaży – albumy w streamie) – cotygodniowa lista przebojów, klasyfikująca 100 najpopularniejszych albumów muzycznych w serwisach strumieniowych na terenie Polski. Jest przygotowywana i publikowana w Internecie od 2023 roku przez Związek Producentów Audio-Video, polskie stowarzyszenie gromadzące dane na temat rodzimego przemysłu muzycznego. Każda lista zawiera statystyki w przedziale czasowym od piątku do czwartku i jest publikowana zwyczajowo w następny czwartek.
Dane o odtworzeniach w serwisach strumieniowych są gromadzone i analizowane przez brytyjską firmę Ranger na podstawie czterech usług: Spotify, YouTube, Apple Music i Deezer. Dane z serwisu YouTube obejmują także podległe mu usługi YouTube Music i YouTube Premium. Nie są brane pod uwagę odtworzenia utworów krótsze niż 30 sekund i wykorzystania w treściach wideo tworzonych przez użytkowników. Ponadto stosowany jest limit, wedle którego odtworzenia pojedynczego utworu nie mogą przekraczać 70% łącznych odtworzeń piosenek z albumu. W przypadku istnienia reedycji lub wersji alternatywnych albumów, które zawierają całość wydania pierwotnego, dane o ich popularności są wliczane do danych wydania pierwotnego. Z notowania wyłączone są kompilacje.
Powstanie listy zostało ogłoszone przez Związek Producentów Audio-Video 16 stycznia 2023. Równocześnie zostało opublikowane pierwsze notowanie, datowane na 12 stycznia 2023.

## Listy numerów jeden
- Albumy numer jeden w roku 2023 (Polska)
- Albumy numer jeden w roku 2024 (Polska)
- Albumy numer jeden w roku 2025 (Polska)

## Najpopularniejsze albumy rok po roku
| Rok  | Tytuł           | Wykonawca                  | Źr.   |
| ---- | --------------- | -------------------------- | ----- |
| 2023 | Lata dwudzieste | Dawid Podsiadło            | [ 3 ] |
| 2024 | PG$             | PG$ (Young Leosia i Bambi) | [ 4 ] |

## Statystyki
Opracowano na podstawie archiwów listy OLiS – albumy w streamie.

### Albumy z największą liczbą tygodni na pierwszym miejscu
| Liczba | Album                | Wykonawcy                  | Źr.    |
| ------ | -------------------- | -------------------------- | ------ |
| 19     | PG$                  | PG$ (Young Leosia i Bambi) | [ 6 ]  |
| 12     | Hit Me Hard and Soft | Billie Eilish              | [ 7 ]  |
| 10     | Spokój.              | Kuban                      | [ 8 ]  |
| 10     | Napisz jak będziesz  | Sobel                      | [ 9 ]  |
| 9      | Lata dwudzieste      | Dawid Podsiadło            | [ 10 ] |

### Wykonawcy z największą liczbą albumów na pierwszym miejscu
| Liczba | Wykonawca      | Albumy                                          |
| ------ | -------------- | ----------------------------------------------- |
| 2      | Avi            | club2020 (w ramach club2020) Mały Książę        |
| 2      | Bambi          | PG$ (w ramach PG$) Trap or die                  |
| 2      | Gibbs          | Safe Połączenia 2                               |
| 2      | Kuban          | Spokój. Fugazi                                  |
| 2      | Oki            | club2020 (w ramach club2020) ERA47              |
| 2      | Otsochodzi     | club2020 (w ramach club2020) Tthe Grind         |
| 2      | PRO8L3M        | club2020 (w ramach club2020) PROXL3M            |
| 2      | Taco Hemingway | club2020 (w ramach club2020) 1-800-Oświecenie   |
| 2      | Young Leosia   | club2020 (w ramach club2020) PG$ (w ramach PG$) |

### Wykonawcy z największą liczbą tygodni na pierwszym miejscu
| Liczba | Wykonawca       | Albumy z liczbą tygodni                                  |
| ------ | --------------- | -------------------------------------------------------- |
| 21     | Young Leosia    | club2020 (w ramach club2020) – 2 PG$ (w ramach PG$) – 19 |
| 20     | Bambi           | PG$ (w ramach PG$) – 19 Trap or die – 1                  |
| 19     | PG$             | PG$ – 19                                                 |
| 12     | Billie Eilish   | Hit Me Hard and Soft – 12                                |
| 11     | Kuban           | Spokój. – 10 Fugazi – 1                                  |
| 10     | Sobel           | Napisz jak będziesz – 10                                 |
| 9      | Dawid Podsiadło | Lata dwudzieste – 9                                      |
| 7      | Gibbs           | Safe – 6 Połączenia 2 – 1                                |
| 6      | Taco Hemingway  | club2020 (w ramach club2020) – 2 1-800-Oświecenie – 4    |